# Paola Espinosová
Paola Milagros Espinosa Sánchez (* 31. července 1986 La Paz) je mexická reprezentantka ve skocích do vody. Pochází ze státu Baja California Sur, ale vyrůstala v Ciudad de México, je absolventkou Universidad Anahuac. Na olympiádě 2008 získala bronzovou medaili v synchronizovaných skocích z desetimetrové věže spolu s Tatianou Ortizovou, na olympiádě 2012 obsadila ve stejné disciplíně druhé místo, tentokrát spolu s Alejandrou Orozcovou. Na mistrovství světa v plavání 2009 vyhrála individuální soutěž ve skoku z desetimetrové věže, na MS 2003 získala bronz v synchronizovaných skocích z třímetrového prkna (spolu s Laurou Sánchezovou) a na MS 2011 bronz ve skoku z věže. Je rovněž osminásobnou vítězkou Panamerických her a trojnásobnou vítězkou Středoamerických a karibských her. Na Univerziádě získala pět zlatých, čtyři stříbrné a pět bronzových medailí.